# 172525 Adamblock
172525 Adamblock este un asteroid din centura principală de asteroizi.

## Descriere
172525 Adamblock este un asteroid din centura principală de asteroizi. A fost descoperit pe 4 octombrie 2003 la Junk Bond Observatory de David Healy (astronom). Asteroidul prezintă o orbită caracterizată de o semiaxă mare de 2,35 ua, o excentricitate de 0,02 și o înclinație de 3,8° în raport cu ecliptica.